# Marc-Oliver Kempf
Marc-Oliver Kempf (Lich, 28 de enero de 1995) es un futbolista alemán. Juega en la posición de defensa y desde 2024 milita en el Como 1907 de la Serie A de Italia. Ha sido internacional con la selección alemana en diversas categorías inferiores.

## Trayectoria

### Clubes
En 2012 Kempf realizó su debut con el primer equipo del Eintracht Frankfurt. En el verano de 2014 fue transferido al S. C. Friburgo a cambio de ochocientos mil euros. En este club jugó setenta y tres partidos y marcó siete goles. En julio de 2018, cuando su contrato con el Friburgo concluyó, se unió al VfB Stuttgart por cuatro temporadas.

### Selección nacional
El 16 de mayo de 2012, Kempf disputó en Liubliana la final del Campeonato Europeo de la UEFA Sub-17 ante la selección de los Países Bajos; permaneció en el banco de suplentes hasta el minuto 73, cuando ingresó a la cancha en lugar de Julian Brandt, y el encuentro lo terminaron ganando los neerlandeses en tanda de penales por 5:4. El 31 de julio de 2014 participó en la final del Campeonato Europeo de la UEFA Sub-19, en la que su selección derrotó a Portugal por marcador 1:0, con anotación de Hany Mukhtar. En 2015 disputó la Copa Mundial de Fútbol Sub-20, en la que perdieron en cuartos de final con Malí, en un encuentro que se definió en penales. En 2017 ganó la Eurocopa Sub-21, donde los alemanes derrotaron a España en la final, en la que Kempf fue titular.

#### Participaciones en Copas del Mundo
| Mundial                     | Sede          | Resultado        |
| --------------------------- | ------------- | ---------------- |
| Copa Mundial Sub-20 de 2015 | Nueva Zelanda | Cuartos de final |

#### Participaciones en Eurocopas
| Torneo                  | Sede      | Resultado  |
| ----------------------- | --------- | ---------- |
| Eurocopa Sub-17 de 2012 | Eslovenia | Subcampeón |
| Eurocopa Sub-19 de 2014 | Hungría   | Campeón    |
| Eurocopa Sub-21 de 2017 | Polonia   | Campeón    |

## Estadísticas

### Clubes
La siguiente tabla detalla los encuentros disputados y los goles marcados por Kempf en los clubes en los que ha militado.
| Club | Div.          | Temporada     | Liga(1) | Liga(1) | Copas nacionales(2) | Copas nacionales(2) | Copas internacionales(3) | Copas internacionales(3) | Total(4) | Total(4) |
| Club | Div.          | Temporada     | Part.   | Goles   | Part.               | Goles               | Part.                    | Goles                    | Part.    | Goles    |
| --- | ------------- | ------------- | ------- | ------- | ------------------- | ------------------- | ------------------------ | ------------------------ | -------- | -------- |
| Eintracht Fráncfort · Alemania | 1.ª           | 2012-13       | 2       | 0       | 0                   | 0                   | ―                        | ―                        | 2        | 0        |
| Eintracht Fráncfort · Alemania | 1.ª           | 2013-14       | 3       | 0       | 0                   | 0                   | 1                        | 0                        | 4        | 0        |
| Eintracht Fráncfort · Alemania | Total club    | Total club    | 5       | 0       | 0                   | 0                   | 1                        | 0                        | 6        | 0        |
| S. C. Friburgo · Alemania | 1.ª           | 2014-15       | 13      | 2       | 2                   | 0                   | ―                        | ―                        | 15       | 2        |
| S. C. Friburgo · Alemania | 2.ª           | 2015-16       | 30      | 5       | 1                   | 0                   | ―                        | ―                        | 31       | 5        |
| S. C. Friburgo · Alemania | 1.ª           | 2016-17       | 13      | 0       | 0                   | 0                   | ―                        | ―                        | 13       | 0        |
| S. C. Friburgo · Alemania | 1.ª           | 2017-18       | 12      | 0       | 1                   | 0                   | 1                        | 0                        | 14       | 0        |
| S. C. Friburgo · Alemania | Total club    | Total club    | 68      | 7       | 4                   | 0                   | 1                        | 0                        | 73       | 7        |
| VfB Stuttgart · Alemania | 1.ª           | 2018-19       | 24      | 2       | 0                   | 0                   | ―                        | ―                        | 24       | 2        |
| VfB Stuttgart · Alemania | 2.ª           | 2019-20       | 21      | 2       | 2                   | 0                   | ―                        | ―                        | 23       | 2        |
| VfB Stuttgart · Alemania | 1.ª           | 2020-21       | 32      | 2       | 3                   | 0                   | ―                        | ―                        | 35       | 2        |
| VfB Stuttgart · Alemania | 1.ª           | 2021-22       | 12      | 3       | 2                   | 0                   | ―                        | ―                        | 14       | 3        |
| VfB Stuttgart · Alemania | Total club    | Total club    | 89      | 9       | 7                   | 0                   | 0                        | 0                        | 96       | 9        |
| Hertha Berlín · Alemania | 1.ª           | 2021-22       | 14      | 0       | ―                   | ―                   | ―                        | ―                        | 14       | 0        |
| Hertha Berlín · Alemania | 1.ª           | 2022-23       | 31      | 1       | 1                   | 0                   | ―                        | ―                        | 32       | 1        |
| Hertha Berlín · Alemania | 2.ª           | 2023-24       | 23      | 4       | 2                   | 0                   | ―                        | ―                        | 25       | 4        |
| Hertha Berlín · Alemania | 2.ª           | 2024-25       | 3       | 0       | 1                   | 0                   | ―                        | ―                        | 4        | 0        |
| Hertha Berlín · Alemania | Total club    | Total club    | 71      | 5       | 4                   | 0                   | 0                        | 0                        | 75       | 5        |
| Como 1907 · Italia | 1.ª           | 2024-25       | 31      | 0       | ―                   | ―                   | ―                        | ―                        | 31       | 0        |
| Como 1907 · Italia | Total club    | Total club    | 31      | 0       | 0                   | 0                   | 0                        | 0                        | 31       | 0        |
| Total carrera | Total carrera | Total carrera | 264     | 21      | 15                  | 0                   | 2                        | 0                        | 281      | 21       |
| (1)Incluye datos del play-off de ascenso y descenso de Alemania. (2) Incluye datos de Copa de Alemania. (3) Incluye datos de Liga Europea de la UEFA. |               |               |         |         |                     |                     |                          |                          |          |          |

### Selección nacional
La siguiente tabla detalla los encuentros disputados y los goles marcados por Kempf con la selección alemana.
| Selección | Año   | Amistoso | Amistoso | Amistoso | Clasificación (1) | Clasificación (1) | Clasificación (1) | Eurocopa (2) | Eurocopa (2) | Eurocopa (2) | Mundial (3) | Mundial (3) | Mundial (3) | Total | Total | Total |
| Selección | Año   | PJ       | G        | A        | PJ                | G                 | A                 | PJ           | G            | A            | PJ          | G           | A           | PJ    | G     | A     |
| --- | ----- | -------- | -------- | -------- | ----------------- | ----------------- | ----------------- | ------------ | ------------ | ------------ | ----------- | ----------- | ----------- | ----- | ----- | ----- |
| Sub-16 · Alemania | 2010  | 2        | 0        | 0        | -                 | -                 | -                 | -            | -            | -            | -           | -           | -           | 2     | 0     | 0     |
| Sub-16 · Alemania | 2011  | 3        | 1        | 0        | -                 | -                 | -                 | -            | -            | -            | -           | -           | -           | 3     | 1     | 0     |
| Sub-16 · Alemania | Total | 5        | 1        | 0        | 0                 | 0                 | 0                 | 0            | 0            | 0            | 0           | 0           | 0           | 5     | 1     | 0     |
| Sub-17 · Alemania | 2011  | 4        | 0        | 0        | -                 | -                 | -                 | -            | -            | -            | -           | -           | -           | 4     | 0     | 0     |
| Sub-17 · Alemania | 2012  | 4        | 0        | 0        | -                 | -                 | -                 | 5            | 0            | 0            | -           | -           | -           | 9     | 0     | 0     |
| Sub-17 · Alemania | Total | 8        | 0        | 0        | 0                 | 0                 | 0                 | 5            | 0            | 0            | 0           | 0           | 0           | 13    | 0     | 0     |
| Sub-18 · Alemania | 2012  | 1        | 0        | 0        | -                 | -                 | -                 | -            | -            | -            | -           | -           | -           | 1     | 0     | 0     |
| Sub-18 · Alemania | Total | 1        | 0        | 0        | 0                 | 0                 | 0                 | 0            | 0            | 0            | 0           | 0           | 0           | 1     | 0     | 0     |
| Sub-19 · Alemania | 2013  | 8        | 0        | 0        | -                 | -                 | -                 | -            | -            | -            | -           | -           | -           | 8     | 0     | 0     |
| Sub-19 · Alemania | 2014  | 2        | 0        | 0        | 3                 | 0                 | 0                 | 5            | 0            | 0            | -           | -           | -           | 10    | 0     | 0     |
| Sub-19 · Alemania | Total | 10       | 0        | 0        | 3                 | 0                 | 0                 | 5            | 0            | 0            | 0           | 0           | 0           | 18    | 0     | 0     |
| Sub-20 · Alemania | 2014  | 0        | 0        | 0        | -                 | -                 | -                 | 1            | 0            | 0            | -           | -           | -           | 1     | 0     | 0     |
| Sub-20 · Alemania | 2015  | 0        | 0        | 0        | -                 | -                 | -                 | 1            | 0            | 1            | 5           | 0           | 1           | 6     | 0     | 2     |
| Sub-20 · Alemania | Total | 0        | 0        | 0        | 0                 | 0                 | 0                 | 2            | 0            | 1            | 5           | 0           | 1           | 7     | 0     | 2     |
| Sub-21 · Alemania | 2017  | 2        | 0        | 0        | -                 | -                 | -                 | 5            | 1            | 0            | -           | -           | -           | 7     | 1     | 0     |
| Sub-21 · Alemania | Total | 2        | 0        | 0        | 0                 | 0                 | 0                 | 5            | 1            | 0            | 0           | 0           | 0           | 7     | 1     | 0     |
| Total | Total | 26       | 1        | 0        | 3                 | 0                 | 0                 | 17           | 1            | 1            | 5           | 0           | 1           | 51    | 2     | 2     |
| (1) Incluye datos de clasificación europea y mundialista. (2) Incluye datos del Campeonato Europeo de la UEFA Sub-17, Sub-19, Eurocopa Sub-21 y Liga Élite. (3) Incluye datos de la Copa Mundial de Fútbol Sub-20. |       |          |          |          |                   |                   |                   |              |              |              |             |             |             |       |       |       |

### Resumen estadístico
| Competición           | Partidos | Goles | Asistencias | Promedio |
| --------------------- | -------- | ----- | ----------- | -------- |
| Liga                  | 115      | 11    | 4           | 0,10     |
| Copas nacionales      | 6        | 0     | 0           | 0,00     |
| Copas internacionales | 2        | 0     | 0           | 0,00     |
| Selecciones juveniles | 51       | 2     | 2           | 0,04     |
| Total                 | 174      | 13    | 6           | 0,07     |

## Palmarés

### Campeonatos internacionales
| Título                      | Equipo (*)            | País    | Año  |
| --------------------------- | --------------------- | ------- | ---- |
| Campeonato de Europa Sub-19 | Selección de Alemania | Hungría | 2014 |
| Eurocopa Sub-21             | Selección de Alemania | Polonia | 2017 |

(*) Incluyendo la selección.